# Cintrey
Cintrey – miejscowość i gmina we Francji, w regionie Burgundia-Franche-Comté, w departamencie Górna Saona.
Według danych na rok 1990 gminę zamieszkiwało 146 osób, a gęstość zaludnienia wynosiła 24 osoby/km² (wśród 1786 gmin Franche-Comté Cintrey plasuje się na 598. miejscu pod względem liczby ludności, natomiast pod względem powierzchni na miejscu 720.).